# 国公私立大学を通じた大学教育改革の支援
国公私立大学を通じた大学教育改革は、日本の21世紀を担う人材養成のため、国公私立大学を通じた競争的環境の下で大学教育改革への取組を支援し、各大学の特色を生かした教育研究の本格的な展開を促進することを目的として文部科学省が実施する事業である。

### 大学教育の充実と大学の機能別分化

#### 大学教育の質保証のための主体的な取組への支援
- 特色ある大学教育支援プログラム（特色GP）
- 現代的教育ニーズ取組支援プログラム（現代GP）

#### 国際的に卓越した教育研究拠点形成と大学院教育の抜本的強化
- グローバルCOEプログラム（グローバルCOE）
- 21世紀COEプログラム（21世紀COE）
- 大学院教育改革支援プログラム

### 大学間のコンソーシアムによる優れた教育の実現
- 大学教育充実のための戦略的大学連携支援プログラム

### 「留学生30万人計画」と大学の国際化
- 国際化拠点整備事業（グローバル30）

### 産学連携によるスペシャリスト等人材育成
- 社会人の学び直しニーズ対応教育推進プログラム